# كولن كوتس
كولن كوتس (بالإنجليزية: Colin Coates)‏ هو لاعب كرة قدم بريطاني، ولد في 26 أكتوبر 1985 في بلفاست في المملكة المتحدة. شارك مع منتخب أيرلندا الشمالية لكرة القدم. أما مع النوادي، فقد لعب مع نادي كروسيدرز.

## وصلات خارجية
- كولن كوتس على موقع قاعدة بيانات كرة القدم.إي يو (الإنجليزية)
- كولن كوتس على موقع ناشيونال فوتبول تيمز (الإنجليزية)